# The Pitfall (film 1913)
The Pitfall è un cortometraggio muto del 1913 diretto da Reginald Barker e prodotto da Thomas H. Ince che aveva come interpreti Sherman Bainbridge, Leona Hutton, Margaret Thompson e Alfred Vosburgh.

## Produzione
Il film fu prodotto da Thomas H. Ince per la Kay-Bee Pictures.

## Distribuzione
Distribuito dalla Mutual, il film - un cortometraggio in due bobine - uscì nelle sale cinematografiche statunitensi il 19 dicembre 1913.